# 포르데노네도
포르데노네도(이탈리아어: Provincia di Pordenone)은 이탈리아 프리울리베네치아줄리아주의 도이다. 도청 소재지는 포르데노네이다. 면적은 2,273 km2, 인구는 286,307(2001)이다.